# Виноградова Серафима Петрівна
Серафима Петрівна Виноградова (нар. 3 (15) лютого 1887, Варшава — 18 листопада 1966, Київ) — український радянський акушер-гінеколог, доктор медичних наук (з 1937 року), професор (з 1940 року).

## Біографія
У 1915 році закінчила медичне відділення Вищих жіночих курсів у Києві і, склавши іспити при Київському університеті, отримала диплом лікаря.
У 1921–1941 роках працювала в акушерсько-гінекологічній клініці Київського інституту вдосконалення лікарів. У 1946–1947 роках завідувала кафедрою акушерства і гінекології № 2 цього інституту.
Була головою Київського міського комітету з рододопомоги, членом комісії з рододопомоги МОЗ УРСР. Нагороджена орденом Леніна.

Могила Серафими Виноградової

Померла в Києві 18 листопада 1966 року. Похована на Байковому кладовищі (стара частина).

## Наукова діяльність
У 1920-х роках вперше в СРСР детально вивчила методику дослідження капілярного кровообігу при нормальній і патологічній вагітності та пологах. Вперше в СРСР займалася вивченням і лікуванням патології, зумовленої резус-несумісністю крові матері і плоду. Всього опублікувала більше 100 наукових робіт, серед яких:
- «Значення капіляроскопії в акушерстві» (1927);
- «Про біологічне значення навколоплідних вод» (1928).